# ダニー・デンゾンパ
ダニー・デンゾンパ (Danny Denzongpa デーヴァナーガリー表記：डैनी डेन्जोंगपा 1948年2月25日 - ）はインドの映画俳優。

## 主な出演作品
- Dhund （1973年）
- Kala Sona (歌手の歌手 Sun Sun Kasam Se, Lagu Tere Kadam Se) （1976年）
- Laila Majnu （1976年）
- The Burning Train （1980年）
- マンジル・マンジル（1984年）
- Aitbaar （1985年）
- Yudh （1985年）
- Commando （1988年）
- Agneepath （1990年）
- タイガー・炎の3兄弟 （1991年）
- 1942・愛の物語 1942: A Love Story (1993年）
- セブン・イヤーズ・イン・チベット (1997年）
- China Gate （1998年）
- Lajja （2001年）
- Indian （2001年）
- Aśoka （2001年）
- ロボット Enthiran （2010年）[1][2]
- バンバン! （2014年）
- Jai Ho （2014年）
- Baby （2015年）
- Naam Shabana （2017年）
- ビオスコープおじさん  (2018年）